# 頂中街
22°28′06″N 120°26′59″E / 22.4683635°N 120.4497151°E
頂中街是臺灣屏東縣東港鎮的七角頭之一，其範圍界線是東港溪以東，中正路以西，共善堂邊巷道以南，中山路北方，基本上是以頂中里為基本區域。所以頂中里（街）轎班分住於頂中里、東和里部份，又經歷人口變遷外移，如今頂中街居民依然無增加，維持定量居民。現目前轎班人員有三分之一住於外縣市外鄉鎮。東港七角頭中頂中街角原是最大的角頭，後因小琉球退出東港迎王，必須再產生一個祭祀角頭，所以由頂中街中分割出埔仔角，從此頂中街反而成為最小的角頭。

## 歷史文化
清領時期的頂中街因位於東港街頂街之中因而得名，依日治明治三十年（西元1897年）時，台灣總督府公文類纂中的東港沿革記載，東港市街結構已經分為六區，以及在前一年（西元1896年）完成的東港戶口職業調查等兩份資料，可証實頂中街在當時已經存在。依據大正元年（西元1912年）東港街市重要行商分布資料，頂中街有糖商、米商、陶器商、藥種商及其他商店和一些船頭行，在日治時期有茶室營業。當時東港所謂互屋(富有人家)近兩百大戶，大部分位於頂中街和下中街，可見頂中街昔日之繁榮。頂中街初是被劃分為商街莊城，後因東港東隆宮祭典所需而成為祭祀角頭之一，早期其路寬只是一條巷道，因有次火災事件而重建，並把巷道擴寬成現頂中街，但在日治時代美軍空襲再次發生火災而重建，頂中街因是東港最早的柏油路而被稱為「新路」。
清道光年間，阮、伍、薛姓商人經商於頂中街結合地方居民，其人力、物力充分表現出輸人不輸陣的族群心理和榮譽感。東港早期有來自中國泉州四縣份（同安縣、南安縣、惠安縣、晉江縣）的居民，並會在溫府王爺誕辰千秋日（農曆十一月一日）演戲祝壽，而後經歷長時間演變，來自四縣份的居民才逐漸發展為東港七角頭，東港迎王平安祭典自然形成以七角頭為主體。迄今為了迎王祭典科儀的執行品質和完整傳承，則是改由東隆宮成立祭典委員會主辦，七角頭成為協辦及繞境活動的執行單位。

## 神轎典故及由來
頂中街為配合東港迎王平安祭典，角頭人士到處募集緣金，在大正二年(西元1913年)(民國二年)歲次癸丑年荔月(六月)訂製一頂神轎，由台南「雕雲軒號」「石朝龍」先生雕刻製造完成，使用材料為紅樟木，製作費用為一千銀圓，此神轎當時由頂中街居民選出八名壯丁耗時兩天一夜由台南抬回東港(加上去程搭乘牛車總共費時三天兩夜)，神轎上刻有東隆宮聖旨牌並有文獻記載可查。當時頂中街角頭人士商議，將神轎寄置於「全豐行」，全豐行又名船頭行，位於現今東港中山路和延平路口的統一超商旁邊，是頂中街碼頭粗工進出貨之址，當時全豐行的頭家為「張仔達」先生，所以神轎就由他負責管理。事因此頂神轎在台南製作時，尚未作細部雕刻部分，經角頭士紳商議，才由中國泉州聘請雕刻老師傅過來台灣在全豐行住守，神轎的所有細部雕刻全由老師傅一手完成，還有神轎的一對木雕石獅(此對木獅平時由頂中街轎班爐主保管，只有出轎時才會裝置於神轎上，其意義如同鑰匙一般)，以及現涼傘頂全部所有屬仔。據耆老口述，當時為了巴結老師傅頭，還申請鴉片牌供老師傅吸食用。可見在民國初年頂中街神轎就參與東港迎王祭典，但依東隆宮現尚存的可查資料記載，在民國十四年頂中街神轎就有參與七角頭迎王職務，並且在早期頂中街有陣頭「金獅陣」參與祭典。後來頂中街神轎改寄置於東港朝隆宮內，當時廟內有東港七角頭中的下中街、安海街、頂中街、頂頭角四頂神轎陳列，後又改寄置於東港開基「共善堂」內，今則安置於頂中街轎班促進會會館，以及早期神轎出陣時所需的附屬物品現都保存收藏於此。後來頂中街轎班各種事務由「高益」先生負責管理，再下交「高慶雲」先生，而今已成立頂中街轎班委員會負責。頂中街於民國六十二年(西元1973年)打造一式白銀冠鳳凰裝置於神轎的轎蓋頂上，成為頂中街神轎別於其他角頭神轎的特色，現今東港七角頭神轎都安裝了華麗的LED燈飾，所費不貲的燈飾含有各角頭間較勁的意味，而東港地區各大宮廟也隨之起舞，成為東港迎王祭典中最有看頭的特色之一，這亦顯示了東港人的廟會文化對神轎特別地重視。

## 早期轎班祭典參與過程
頂中街轎班早期出陣使用「涼傘」一支(後來增加為五支，而現在則增至七支)，涼傘上繡有「頂中街」、「溫府千歲」、「天上聖母」字樣(頂中街除了負責東港迎王祭典職務外，亦受邀參與東港媽祖廟朝隆宮的平安祭典)；神轎燈飾使用布燈籠來裝飾；「龍虎旗」一對綁定在竹竿上由轎班人員徒手撐提；「隊旗」一支同樣用竹竿綁定，其形式就像運動會隊伍使用的旗子，亦由轎班徒手撐提；銅鑼(馬頭鑼)一對通常由小孩負責敲打。轎班人員的制服都是自行制作來因應祭典，並且轎班人員都是志願參與，當時轎班大約數十人，腳穿草鞋或木屐甚至赤腳，較富有人家則穿日式踏密或古式平底布鞋，頭戴斗笠遮陽，使用交通工具為人力載貨用三輪車，在迎王祭典時，家家戶戶路邊都會擺各式飲料餐點、香菸、檳榔任轎班人員食用。當時的頂中街神轎並沒有車輪架，完全靠人力扛轎一步一腳印行走來完成職務。在當時頂中街迎接王駕的牌樓使用竹竿搭建，並插滿榕樹枝葉。頂中街仕紳「朱再成」先生捐獻「魯笠」給頂中街轎班後，轎班人員全體統一戴著魯笠參加祭典，爾後東港其他角頭也逐漸改戴魯笠，至今魯笠已成為東港七角頭轎班的信仰以及文化傳承的象徵；同時鄉紳人士捐獻轎班杉以及腰帶，其形式和現今統一由東隆宮製作的唐衫式轎班杉不同，而是類似日本時代劇中差役穿的和式服裝，這也是東港七角頭中最顯目及出色的轎班杉，並在祭典禮成後，魯笠、腰帶、轎班杉都會回收統一保管，可見當時對迎王物品的重視，但現已改由轎班人員自行保管。由於東港七角頭神轎上乘坐的神尊，是隨祭典不同而變化並非是固定為某位神祇所屬的神轎，所以對角頭轎班來說乘轎的神祇(大多是代天巡狩、天上聖母、溫府王爺或角頭主神)乃是請來乘轎的客人(神明)，而且大多都是祭典的主神，所以在祭典遶境過程中只進不退，行經各大宮廟私壇皆是不行三進三出的拜廟之禮。

## 資料來源
- 社團法人屏東縣東港鎮頂中街轎班促進會 - 高人皇（促進會總幹事）
- 日本北海道大學圖書館，臺灣日日新報文檔
- 東港開基共善堂廟誌
- 臺灣總督府檔案 （页面存档备份，存于）
- 中央研究院人社中心地理資訊科學研究專題中心文化資源地理資訊系統 （页面存档备份，存于）

## 外部連結
- 頂中街神轎照片 （页面存档备份，存于）
- 台灣文化資產--東港迎王平安祭典 （页面存档备份，存于）
- 大鵬灣國家風景區-東港迎王平安祭典簡介
- 班頭心情記事部落格 （页面存档备份，存于）
- 關於迎王二三事 （页面存档备份，存于）
- 東港迎王‧魯笠紀錄片官方部落格 （页面存档备份，存于）
- 頂中街百年神轎出陣實況影像 （页面存档备份，存于）
- 魯笠紀錄片觀賞 （页面存档备份，存于）

## 相關新聞報導
- 神轎裝GIS中研院記錄東港迎王 （页面存档备份，存于）
- 東港七角頭路跑 「魯笠將」亮相陪跑 （页面存档备份，存于）
- 東隆宮神轎陣頭特展